# Полеміка щодо аборту

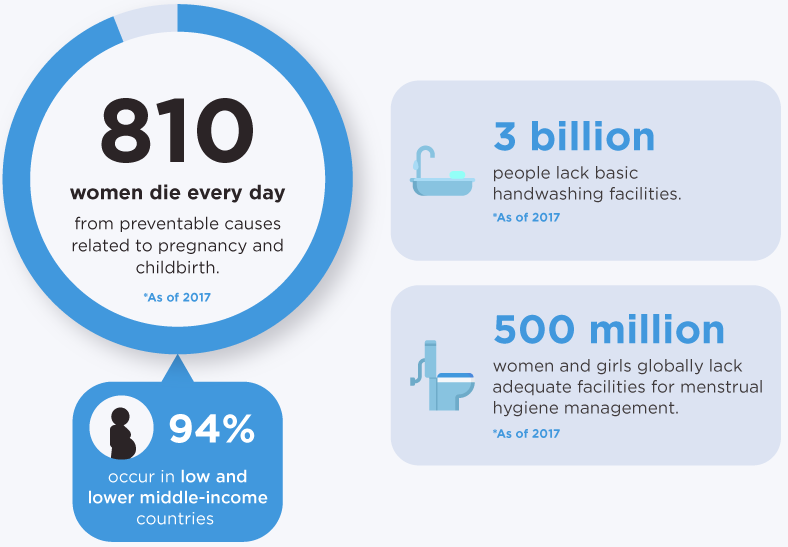
810 жінок щодня вмирають від ускладнень вагітності та пологів, які можна попередити (станом на 2017 рік)

Полеміка щодо абортів (англ. abortion debate) — дискусія щодо морального та правового статусу аборту. Дві основні групи: проабортні, «за вибір» (за право жінок вибирати, народжувати чи ні) і антиабортні, «за життя» (з притиском на право плоду на життя). Кожна група, з різними результатами, впливає на громадську думку щодо правової підтримки своєї позиції. У деяких випадках полеміка велася з використанням насильства.
Законність аборту в різних країнах варіює в залежності від права. Наприклад, у Канаді аборти доступні за запитом вагітної, в Ірландії аборти заборонені. В Україні аборт при вагітності від 12 до 22 тижнів за соціальними і медичними показаннями може проводитись у випадках і в порядку, що встановлюється законодавством (стаття 50 Закону України «Основи законодавства України про охорону здоров'я» № 2801-XII, ст. 281 Цивільного кодексу України).

## Позиція руху за право на аборт

### Невід'ємне право жінки розпоряджатись власним тілом
Право жінок вільно та відповідально вирішувати питання щодо кількості дітей та проміжків часу між їх народженнями й мати доступ до інформації, освіти, а також засобів, які дозволяють їм здійснювати це право, закріплене в Конвенції ООН про ліквідацію всіх форм дискримінації щодо жінок (ч. 1, ст. 16, ратифікована Україною в 1981 р.) та Європейською Конвенцією про захист прав людини і основоположних свобод. Штучне переривання вагітності — це проблема прав людини, тому воно може гарантуватися та регулюватися виключно Конституцією України (п. 1 ст. 92), а не підзаконними актами. Зміна цивільного законодавства України та заборона штучного переривання вагітності вважається неправомірною, оскільки обмежує права громадянок та порушує Конституцію України та норми міжнародних договорів.
Згідно з цим, кожна жінка має право на аборт, як складову права розпоряджатися власним тілом, адже ембріон не є особистістю чи людським єством. Основна неоднозначність в цьому підході — час, після якого ембріон слід визнавати людиною (наприклад, час розвитку нервової системи) чи особою (поява можливості відчувати-страждати чи пам'яті).
Деякі прихильниці та прихильники теорії вважають, що аборт морально допустимий навіть за умов, коли ембріон має право на життя і є людською істотою. Найвідоміший варіант такого аргументу проводить аналогію між примусом жінки до збереження небажаної вагітності та насильницького використання людського тіла як діалізної машини в інтересах іншої людини, що страждає на хворобу нирок. Стверджується, що так само, як морально допустимо відключити себе від діалізної машини, викликавши смерть іншої хворої людини, так само допустимим є і штучний аборт ембріона (який не має права використовувати тіло іншої людини проти її волі).

### Ембріон не є людською істотою

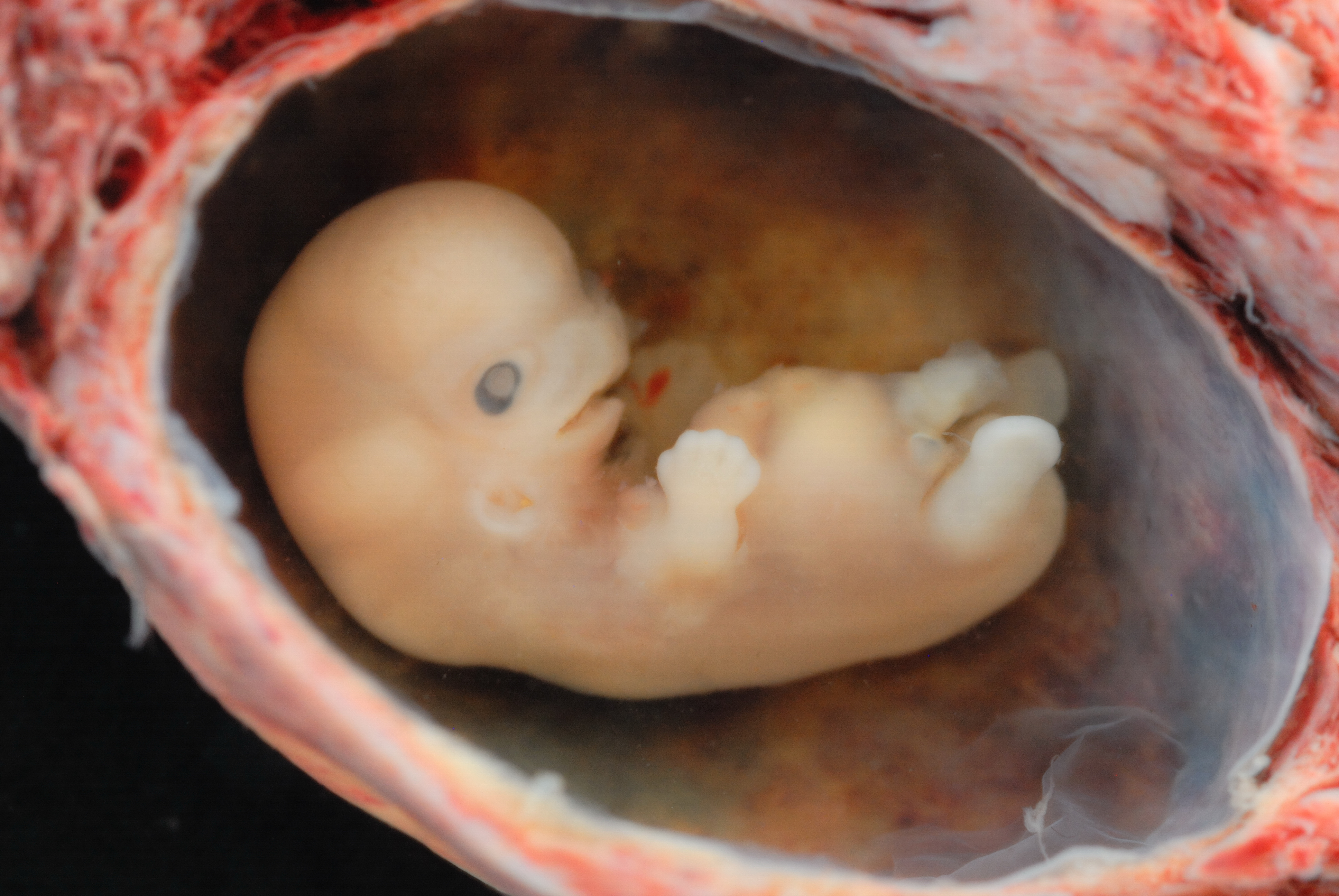
6-тижневий зародок, видалений в результаті аборту

Невизнання ембріона людською істотою базується на тому факті, що до восьмого тижня розвитку у нього відсутнє людське обличчя. Проабортний рух вважає, що ембріон не є людським індивідом, поки він не досягне такого стану, коли буде точно визначена людська форма його тіла. Вказується, що ембріон на початку свого розвитку мало відрізняється від будь-якої іншої людської клітини, мільйони яких гинуть щодня. Як зауважує Сем Гарріс, кожна клітина тіла кожної людини є потенційною людською істотою. Кожна пара гамет (сперматозоїд + яйцеклітина) є потенційною людською істотою з однозначно певним геномом, але антиабортний рух не намагається рятувати сперматозоїди і незапліднені яйцеклітини.

### Аргумент Докінза: страждання вагітної важливіші за страждання плоду
Річард Докінз в книзі «Бог як ілюзія» зауважує, що при раціональному підході, на відміну від релігійного, істотним є не питання «чи є ембріон людською істотою», а питання «чи здатний ембріон страждати?» або «хто переживе більше страждань в результаті рішення про аборт/відмову від аборту — ембріон чи жінка?», зауважуючи, що до формування нервової системи ембріона про відчуття ембріона не може бути мови, тому на ранніх стадіях формування нервової системи ембріон відчувати не може, і страждання корови на бійні тут не можуть бути аргументом.

### Аргументи Джудіт Томсон: право на життя не перекреслює право власності над власним тілом
Американська філософка Джудіт Джарвіс Томсон в есе «Захист абортів» сформулювала кілька уявних експериментів. Перший і найвідоміший — експеримент зі скрипалем: «Ви прокидаєтесь і бачите, що прив'язані до відомого непритомного скрипаля. В нього виявили смертельну ваду нирок, через яку він може померти. Спільнота фанатів музики переглянула всі медичні записи та знайшла, що тільки ви у всьому світі маєте такий самий тип крові. Вони викрали вас та під'єднали ваші нирки до його кровоносної системи. Директор лікарні каже: „Нам шкода, але ви маєте лежати тут. Роз'єднати вас означатиме вбивство людини. На щастя, через 9 місяців скрипаль має одужати“». Томсон питає: «Чи мусите ви погоджуватись?». Другий експеримент: «Уявімо, що Сміт володіє пальтом. Сміт та Джонс обидва потребують це пальто, щоб не замерзнути. Чи може сторонній спостерігач сказати: „Я не можу обрати між вами, ви обидва маєте право на це пальто“?». Третій експеримент: «Уявімо, що в повітрі літають насіння-люди, які можуть залетіти у вашу кімнату через вікно та вкоренитися у вашому килимі. Знаючи це, ви купуєте спеціальні сітки на вікна, які вкрай рідко пропускають це насіння. Якщо вам не пощастить, чи має залетіле насіння право власності над вашим будинком?». На думку Томсон, в жодному з цих випадків право однієї людини на життя не означає, що інша має забезпечувати його ціною свого. Відповідно, навіть якщо ми вважаємо плід повноцінною особистістю, він не має права власності над тілом вагітної.

### Ускладнення вагітності та пологів: загроза життю жінки
Фізіологічні вагітність та пологи несуть серйозніші ризики для здоров'я вагітної, ніж будь-яка кількість абортів. У випадках ускладнених пологів, коли ризики для вагітної переважають ризики для плоду, аборт має бути апріорним. Вагітність становить значний ризик для здоров'я жінки навіть у розвинених країнах, незважаючи на досягнення в акушерській науці та практиці. Материнська смертність залишається головною проблемою у світовому здоров'ї та вважається одним з основних чинників для оцінки якості систем охорони здоров'я. Позаматкова вагітність потребує екстреного хірургічного втручання. Частими наслідками вагітності є гестаційний цукровий діабет, гіпертонія вагітності, тиреоїдні та серцево-судинні захворювання. Потенційно летальними станами є гестоз, еклампсія, акушерська кровотеча. Плоду та жінці загрожують істміко-цервікальна недостатність, викидень, завмерла вагітність, передчасні пологи.
ВООЗ описує післяпологовий період як найбільш критичний і водночас найбільш занедбаний етап у житті матерів і немовлят. Більшість смертей матерів і новонароджених припадає на післяпологовий період. Через 2 до 6 тижнів після пологів 87—94 % жінок повідомляють про принаймні одну проблему зі здоров'ям. Про тривалі проблеми зі здоров'ям (зберігаються після півроку по пологах) повідомляють 31 % жінок. У 2013 році через причини, пов'язані з вагітністю, у світі померли біля 289 000 жінок (800 на день) з великими відмінностями між розвиненими країнами та країнами, що розвиваються. Ці смерті рідко розслідують, однак за оцінками ВООЗ 99 % цих смертей, більшість з яких настає протягом 24 годин після пологів, можна було б попередити, якби існувала відповідна інфраструктура, навчання та обладнання.

### Небезпечні аборти: втрати здоров'я та материнська смертність

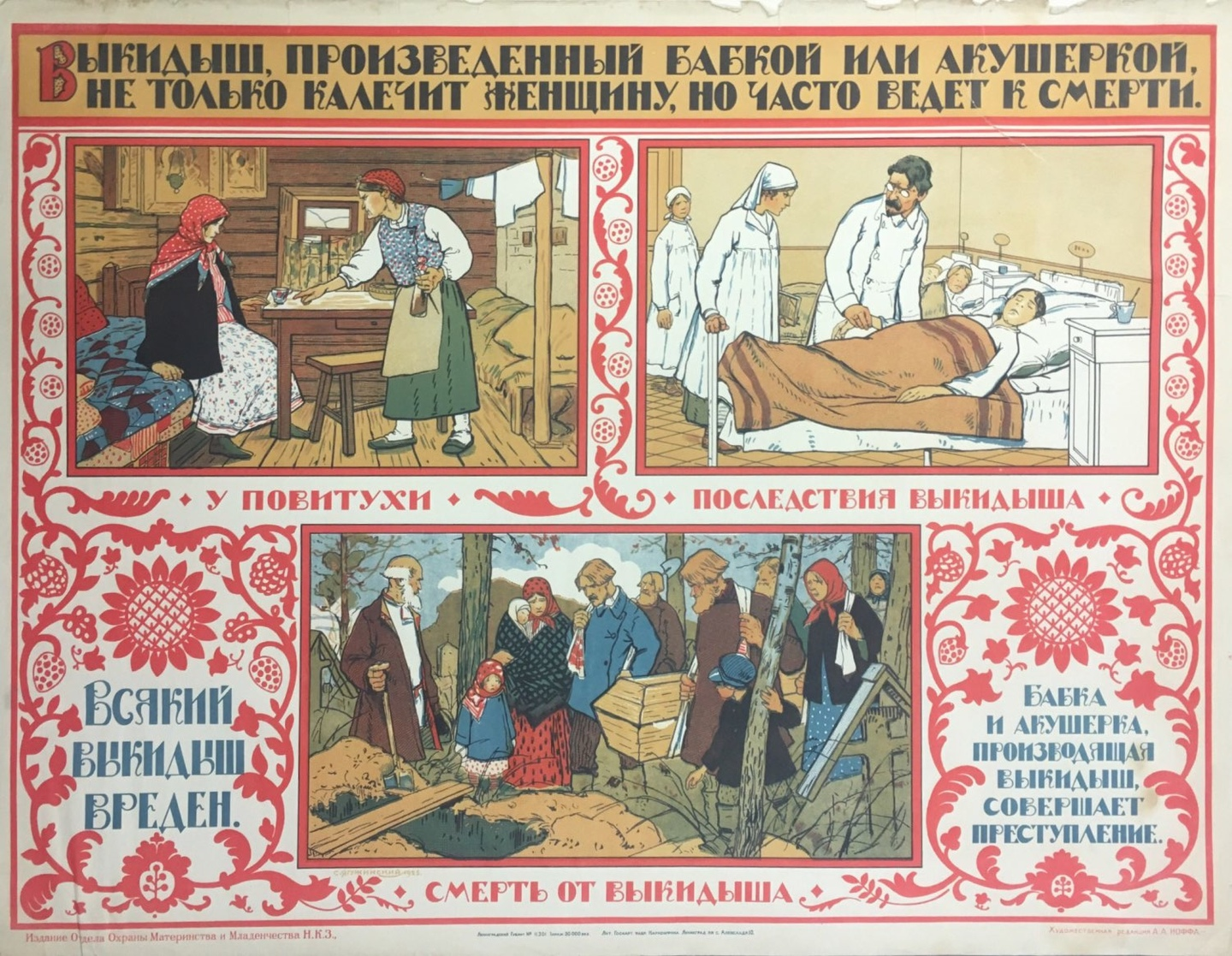
Радянський плакат 1925 р., що агітує проти кримінальних абортів

Аналіз досвіду абортної політики різних країн показує, що соціальні умови (брак сексуальної освіти і планування батьківства, доступу жінок до контрацепції, культури контрацепції у чоловіків, поширеність зґвалтувань (в тому числі у шлюбах), інцесту, педофілії, дитячих та примусових шлюбів) при офіційній забороні абортів лише переводять необхідність в регуляції дітонародження в площину нелегальних абортів. Підпільні і некваліфіковано зроблені аборти, виконані непрофесіоналами з бпраком інструментів та санітарії, становлять особливу небезпеку: вони нерідко призводять до незворотних наслідків для здоров'я, відповідальні за більшу частину випадків безпліддя (внесення інфекції) і летальних випадків. Непрофесійні кримінальні аборти є причиною смерті 70 тисяч жінок у всьому світі щорічно.
Щорічно у світі з 500 тисяч жінок репродуктивного віку, що гинуть від причин, пов'язаних з вагітністю, 15 % випадків складає смертність в результаті ускладнень небезпечного аборту. 98 % смертей припадає на країни, що розвиваються. Показник летальності після штучного аборту становить 0,9-3,5 на 1000, а в розвинених країнах — менше 1 на 100 000 за умови, що аборт виконується на термінах вагітності до 8 тижнів.

### Вагітності внаслідок зґвалтування та підліткові вагітності
Оскільки дитина нездатна дати згоду на секс, секс із дітьми підпадає під критерії згвалтування. Підліткова вагітність є особливою проблемою, незалежно від того, бажана вона чи ні. Вагітність серйозно змінює життя дівчини фізично, емоційно, соціально та економічно і ставить під загрозу її дорослішання та розвиток. До підліткових вагітностей найчастіше призводять сексуальне насильство і зловживання, відсутність у дівчини вибору (як-от при дитячих шлюбах та інших формах педофілії, зокрема, інцестної).
В Україні під час російського вторгнення в Україну 2022 року загострилась проблема небажаної вагітності. Українкам буває важко знайти протизаплідні пігулки, а для зґвалтованих під час війни важливі і препарати для екстреного переривання вагітності. Міжнародна організація Women on Web активізувала свою роботу в Україні і тепер пропонує консультації українською. Значною проблемою тема абортів стала для великої кількості українок, які виїхали до сусідньої Польщі, де аборти заборонені навіть за вад плоду, несумісних з життям. Журналістка Настя Подорожня з початком російського вторгнення створила гарячу лінію «Мартинка» для біженок з України. Ця служба активно співпрацює з Women on Web.

### Уникнення народження дітей з важкими патологіями
Аборт успішно практикується як засіб запобігання появи на світ дітей з важкими патологіями — несумісними з життям, чи які обмежують термін життя немовляти до 0,5-2 років тощо. Сучасна медична генетика дозволяє з високим ступенем імовірності діагностувати можливі порушення в геномі ембріона, в тому числі по клітинах амніотичної рідини. Ультразвукове обстеження також дозволяє виявити низку органічних порушень розвитку.
Прикладом тривалої та успішної практики використання абортів для запобігання народження дітей з важкими патологіями є програма запобігання β- таласемії (серповидоклітинної анемії) на Сардинії (Італія). В середині 1970-х була почата масова програма пренатальної діагностики плодів, гомозиготних по гену таласемії (тобто дитина, що розвинулася з такого плоду, приречена на важке захворювання, для запобігання її смерті необхідне переливання донорської крові з періодичністю в 20-30 днів), батькам надавався вибір — переривати вагітність чи ні. В результаті частка народження дітей, хворих таласемією на Сардинії за 20 років знизилася в десять разів: якщо в 1975 р. було зареєстровано 115 таких хворих, то з початку 1990-х реєструються менш 10 таких народжень на рік; спостерігаються в даний час випадки народження хворих таласемією пояснюються відмовою батьків від діагностики або переривання вагітності, частота таких відмов суттєво впала в міру успішного виконання програми.

### Заборона абортів спричинює народження небажаних дітей
Народження небажаних дітей сприяє зростанню кількості покинутих немовлят, поширенню сирітства, вбивства новонароджених, насильства над дітьми, а також післяпологової депресії та психічних розладів у матерів та батьків, нездатних опікуватися дитиною через брак ресурсів (фінансових, психологічних, часових). Небажані діти погіршують можливість батьків створювати сприятливі умови для гідного життя вже народженим дітям та обмежують їх життєві шанси (особливо жінок, котрі виконують левову частку доглядової праці), прирікаючи на злидні та безвихідь (див. Фемінізація бідності). Примус народжувати в умовах соціальної незахищеності населення та несприятливої економічної ситуації — це безвідповідальна ініціатива, яка призведе до ще більшого зубожіння населення та насильства над дітьми і жінками.[джерело?]

## Позиція противників аборту

### Ембріон є людською істотою
Прихильники заборони абортів посилаються на дані ембріології, які показують, що з моменту злиття жіночих і чоловічих статевих клітин в ампулі фаллопієвих труб ембріон має багато характеристик людської істоти, зокрема геном, спрямований на поступовий розвиток аж до формування дорослої людини. З цього прихильники заборони абортів роблять висновок, що ембріон вже може вважатися людиною.

### Фізичні страждання плоду
Доктор Бернард Натансон, засновник Національної асоціації щодо скасування закону про аборти «NARAL» (англ. National Association for Repeal of Abortion Laws), яка пізніше була перейменована в Національну лігу за право на аборти (англ. National Abortion Rights Action League) і в період з 1970 по 1984 роки особисто зробив жінкам кілька десятків тисяч абортів, у 1984 році провів ультразвукову зйомку процесу аборту. Зняті матеріали показали, що плід відчуває загрозу від інструменту, яким проводиться аборт, при його наближенні починає здійснювати швидкі рухи, відсувається від вакуум-кюретки в сторону, в ліву частину матки, серцебиття плоду прискорюється з 140 до 200 ударів в хвилину, при цьому плід розкриває рот.
Нападки і сумніви в справжності документів, які з'явилися пізніше, були відкинуті піонером у застосуванні методу USG (УЗД) доктором І. Н. Дональдом, а Г. Кельленс, лікар, який виробляв аборт, підтвердив: «Тут немає ніяких маніпуляцій. Фільм не піддається навіть найагресивнішим атакам. Може він і не відвів членів Верховного Суду від легалізації абортів, але з упевненістю можна сказати, що він врятував життя багатьох дітей».
Згодом відзняті матеріали увійшли у фільм «Безмовний крик», присвячений боротьбі з абортами, а Бернард Натансон став переконаним противником абортів. У 2002 році організація «Planned parenthood» випустила матеріал під назвою «Факти говорять голосніше, ніж „Безмовний крик“», який обвинувачує д-ра Натансона у фальсифікації даних, однак деякі аргументи, наведені авторами даного матеріалу, не витримують критики: так, наприклад, твердження про те, що для відчуття болю необхідна мієлінізація нервової системи і завершення формування мозочка, явно помилкові — мозочок у мозку виконує функцію координації рухів людини і не має до сприйняття болю ніякого стосунку, а нервові C-волокна, що відповідають за передачу больових імпульсів, у людини взагалі не мієлінізовані, до того ж сам процес мієлінізації центральної нервової системи в людини закінчується лише до 20 років.

### Відповідальність за свої дії
Прихильники заборони абортів вказують на те, що чоловік і жінка потенційно несуть відповідальність при вступі в статевий зв'язок, результатом якої може стати вагітність, оскільки надійність будь-яких засобів контрацепції не є стовідсотковою. Іншими словами, з точки зору противників абортів, люди, охочі позбавитися від небажаної вагітності, вирішують проблему, що виникла з їх вини за рахунок ще не народженої дитини, яка, на відміну від них самих, в цій ситуації не винна.
Якщо мати знаходиться у виняткових обставинах, що унеможливлюють її догляд за малою дитиною, то навіть тоді вона має певний вибір. Якщо ж жінка не може утримати дитину, то її можна віддати іншій родині через усиновлення. Питання життя дитини не повинне розглядатися у контексті вирішення власних проблем.

### Релігійні заборони на вбивство
Аборт засуджується головними деномінаціями трьох авраамічних релігій, — християнством, ісламом та юдаїзмом — і вважається в них формою вбивства. Позиції по відношення до цього питання є зазвичай менш визначеними й інституціоналізованими в корінних релігіях далекого Сходу й інших частин світу, як і в новітних релігійних рухах.

#### Ставлення до аборту християн
Услід за поглядом Арістотеля на концепцію епігенезу, у християнстві було прийнято, що розвиток людини є поступовим під дією творчих сил чоловічого зачатку. Лише поступово, на думку Блаженого Августина та Фоми Аквінського формується маленька людина, в яку Бог вселяє душу. За їхніми уявленнями, це ставалося приблизно на 40-й день розвитку (6-й тиждень). Ця думка зберігалася в католицькій церкві до 1859 року, коли Папа Римський Пій IX визначив, що життя людини починається в момент запліднення.
Згідно з християнським ученням свідомо вчинений аборт є вбивством людини, порушенням однієї з десяти заповідей — «Не вбивай!» і є тяжким гріхом. Християнська Церква не трактує даного аргументу як виключно свій внутрішній закон, а підкреслює його загальне значення для всіх людей, не залежно від їх релігійного переконання, так як справа йде про життя. Церква також вірить у те, що життя людської особи починається від запліднення. Християнське заперечення аборту базується на низці джерел. Дідахе — трактат ранніх християн (вчення дванадцяти апостолів) — прямо забороняє аборт. Біблія, натомість, не робить спеціальних згадок власне про аборт, однак неодноразово згадує про ненароджене життя.[джерело?]
Старий заповіт також містить аргументи проти аборту:
|  | Коли будуть битися люди, і вдарять вагітну жінку, і скине вона дитину, а іншого нещастя не станеться, то конче буде покараний, як покладе на нього чоловік тієї жінки, і він дасть за присудом суддів. А якщо станеться нещастя, то даси душу за душу. |

|  | Бо Ти вчинив нирки мої, Ти виткав мене в утробі матері моєї,(…) Мого зародка бачили очі Твої, і до книги Твоєї записані всі мої члени та дні, що в них були вчинені, коли жодного з них не було… |

|  | Ще поки тебе вформував в утробі материній, я пізнав був тебе, і ще поки ти вийшов із нутра, тебе посвятив, дав тебе за пророка народам! |

Православна церква вважає, що вчинення аборту є навмисним убивством, тобто важким гріхом, якого допускається не лише вагітна мати, але й ті, що її до цього намовили чи у цьому підтримали; зокрема, батько дитини і медичний персонал, який вчинив штучне переривання вагітності.
У греко-католицькій церкві відповідно до Кодексу канонів Східних Церков тільки місцевому єпископу та тим, які мають його дозвіл, застерігається право у сповіді прощати гріх спричинення аборту, батьків дитини і тих осіб, які були прямо та близько залучені до операції втручання. Крім того, хто вчинив аборт, може бути покараний Церквою тою карою, яка є застереженою для важких злочинів, а саме великою екскомунікою (тобто відлученням від Церкви).
Сучасне ставлення римо-католицької Церкви до абортів виклав Папа Іван Павло ІІШаблон:Розкрити.
На думку Церкви, аборт не може бути виправданий ні медичними, ані соціальними показниками, навіть у випадку, коли, на думку лікаря, доношування плоду до кінця вагітності пошкодило б здоров'ю матері.

#### Ставлення до аборту юдеїв
Ортодоксальний юдаїзм проти абортів

#### Ставлення до аборту мусульман
Іслам допускає аборт, за умови що вік плоду не досяг 120 днів, оскільки до того часу він не має душі відповідно до твердження Мухаммеда, переданого хадисами Мусліма і аль-Бухарі:
|  | Воістину, кожен з вас (спочатку) формується в утробі своєї матері протягом сорока днів у вигляді краплі, потім він стільки ж перебуває (там) у вигляді згустка крові і ще стільки ж — у вигляді шматочка плоті, а потім Аллах направляє ангела, який отримує веління записати чотири речі. Йому кажуть: «Запиши його справи, його долю, його термін, а також те, щасливим він буде або злощасним», після чого у нього вдувається дух. |

Якщо дитина зачата поза мусульманським шлюбом, тобто в результаті перелюбу, і народження дитини негативно вплине на репутацію жінки або викличе життєві ускладнення, то сучасні улеми вважають аборт бажаним за умови, що вік зародка не досяг 120 днів. Після закінчення цього терміну вагітності аборт заборонений і прирівнюється до вбивства.
Повпред Координаційного центру мусульман Північного Кавказу в Москві Шафіг Пшіхачев заявив, що
|  | Іслам послідовно виступає на захист прав ненародженої дитини, хоча і допускає виробництво абортів в разі загрози життю матері, а також при деяких інших важких обставинах. |

## Правовий статус абортів

### Україна
Аборт при вагітності від 12 до 22 тижнів за соціальними і медичними показаннями може проводитись у випадках і в порядку, що встановлюється законодавством (стаття 50 Закону України «Основи законодавства України про охорону здоров'я» № 2801-XII, ст. 281 Цивільного кодексу України). Порядок проведення аборту встановлений Наказом Міністерства охорони здоров'я України «Про затвердження Інструкції про порядок проведення операції штучного переривання вагітності, форм первинної облікової документації та інструкцій щодо їх заповнення» від 20 липня 2006 р. № 508. Штучне переривання вагітності, строк якої становить від 12 до 22 тижнів, здійснюється в акредитованих закладах охорони здоров'я за висновком комісії, створеної відповідно Міністерством охорони здоров'я Автономної Республіки Крим, управлінням охорони здоров'я обласної та Севастопольської міської державних адміністрацій і Головним управлінням охорони здоров'я Київської міської державної адміністрації. Висновок готується згідно із заявою вагітної жінки та відповідними документами.
Формулювання «зачата, але ще не народжена дитина» походить з Цивільного Кодексу України, стаття 25 частина 2: «У випадках, встановлених законом, охороняються інтереси зачатої, але ще не народженої дитини». Так, за статтею 1222 Цивільного Кодексу України особи, зачаті за життя спадкодавця, можуть бути спадкоємцями лише якщо вони народжені живими після його смерті.

### Інші країни світу

Правовий статус абортів у світі:
Легальний
Легальний при зґвалтуванні та за медико-соціальними показниками
Легальний у випадках (або заборонений, окрім випадків) зґвалтування, медико-соціальних протипоказань
Заборонений, окрім випадків зґвалтування та медико-соціальних протипоказань
Заборонений, окрім випадків загрозі життю вагітної жінки, та при наявності психічних і патологічних протипоказань
Заборонений без виключень
Відмінності за регіонами
Відсутні дані

Всі держави щодо допустимості аборту можна розділити на чотири групи:
- Повна заборона. У цій групі держав аборт розглядається як злочин проти внутрішньоутробного життя і прирівнюється до вбивства. Аборти в них повністю заборонені, як правило, крім випадків порятунку життя жінки в Афганістані, Анголі, Бангладеші, Венесуелі, Гватемалі, Гондурасі, Єгипті, Індонезії, Іраку, Ірані, Ємені, Колумбії, Ліван і, Лівії, Мавританії, Малі, Непалі, Нікарагуа, ОАЕ, Омані, Парагваї, Папуа Новій Гвінеї, Сальвадорі, Сирії, Чилі, на Філіппінах.
- Аборт за медичними показаннями і в інших виняткових випадках. В Алжирі, Аргентині, Болівії, Бразилії, Гані, Ізраїлі, Кенії, Коста-Риці, Марокко, Мексиці, Нігерії, Пакистані, Перу, Польщі, Уругваї дозволені аборти лише за загрози життю і здоров'ю жінки, тобто тільки за медичними показаннями. Так, наприклад, в Іспанії 1985 року легалізовані аборти у випадках зґвалтування, серйозних аномалій плоду і ризику серйозної небезпеки, створюваної вагітністю для фізичного або психічного здоров'я жінки.
- Аборт з медичних та соціально-економічним показань. В Англії, Індії, Ісландії, Люксембургу, Фінляндії, Японії аборти дозволені тільки з медичних та соціально-економічним показниками, а також у випадках зґвалтування. У Великій Британії для медичного аборту потрібні висновки двох лікарів про його необхідність відповідно до закону про аборт 1967 року. У квітні 1992 року після 15 невдалих спроб змінити закон 1967 року Британський парламент ухвалив рішення про зниження тимчасового обмеження на аборти до 24 тижнів.
- Свобода аборту. У найбільш ліберальній групі країн законодавець виходить з визнання права жінки самостійно вирішувати питання про вагітність. Кримінальна політика спрямована тут на охорону здоров'я жінки, тобто караються тільки позалікарняні і пізні аборти. Аборти «за бажанням» на ранніх стадіях вагітності дозволені на території СНД і Балтії, у колишніх югославських республіках, Австралії, Австрії, Албанії, Бельгії, Болгарії, Угорщини, В'єтнамі, Німеччини, Греції, Данії, Ірландії, Італії, Камбоджі, Канаді, КНР, на Кубі, в Монголії, Нідерландах, Норвегії, Румунії, Сингапурі, Словаччині, США, Тунісі, Туреччини, Франції, Чехії, Швеції, ПАР. Однак 2003 року американський сенат схвалив законопроєкт, що забороняє переривання вагітності методом штучних пологів[42][43]. У грудні 2009 року прийнята поправка до закону Російської Федерації «Про рекламу», що обмежує рекламу медичних послуг зі штучного переривання вагітності[44][45].

## Полеміка в Україні
Нова хвиля боротьби з абортами в Україні розпочалася 9 лютого 2012 року із звернення глав Української Греко-католицької і Римо-католицької Церкви в Україні до Верховної Ради із закликом заборонити в Україні аборти. За їх даними, щорічно внаслідок абортів близько 2 мільйонів дітей не народжується: тобто 40 мільйонів за 20 років незалежності. Як наголосив архієпископ Святослав Шевчук, легальні аборти приваблюють в Україну громадянок держав, де аборти заборонені. Тобто Україна перетворилася на місце вбивства дітей з Європи.
Медична спільнота у своїй більшості висловлюється проти тиску на жінок, зазначаючи, що кількість абортів і без того щороку зменшується. Українські феміністки наголошують, що заборона абортів — це наступ на право вибору жінки і громадянки. Прибічники ж заборони абортів наголошують на праві на життя плоду.
За кілька днів нардеп Андрій Шкіль (медик за фахом, утім — член комітету ВР з питань закордонних справ) виступив із відповідною законодавчою ініціативою. Він вніс до Верховної Ради законопроєкт, яким пропонує заборонити аборти, крім тих випадків, коли це загрожує життю вагітної жінки. Як зізнався нам нардеп, до написання законопроєкту його підштовхнули заяви церковнослужителів.